# Олефір Олександр Павлович
Олекса́ндр Па́влович Олефі́р (нар. 30 вересня 1992 — пом. 20 січня 2015) — старший солдат Збройних сил України, учасник російсько-української війни. Один із «кіборгів» Донецького аеропорту.

## Життєпис
Народився 30 вересня 1992 року в селі Липовець Кагарлицького району Київської області. Закінчив загальноосвітню школу, у 2011 році – Київське обласне вище професійне училище харчових технологій та ресторанного сервісу.
У березні 2014 року пішов служити добровольцем, снайпер 93-ї окремої механізованої бригади. Двічі був на ротаціях у Донецькому аеропорту.
У другій декаді січня 2015 року мав їхати з летовища на ротацію, однак поступився місцем пораненим. Загинув у Донецькому аеропорту — 20 січня 2015 року після другого вибуху в терміналі зв'язок із Олександром увірвався.
26 березня тіло Олександра знайшли під завалами. Упізнаний за експертизою ДНК в Дніпропетровську. 7 квітня з військовими почестями похований у селі Острів Київської області.
Батько Олександра також був учасником російсько-української війни.

## Нагороди та вшанування
- Указом Президента України № 436/2015 від 17 липня 2015 року, «за особисту мужність і високий професіоналізм, виявлені у захисті державного суверенітету та територіальної цілісності України, вірність військовій присязі», нагороджений орденом «За мужність» III ступеня (посмертно)[3].
- Нагороджений нагрудним знаком «За оборону Донецького аеропорту» (посмертно).
- Вшановується в меморіальному комплексі «Зала пам'яті», в щоденному ранковому церемоніалі 20 січня[4][5].